# Tamancobol

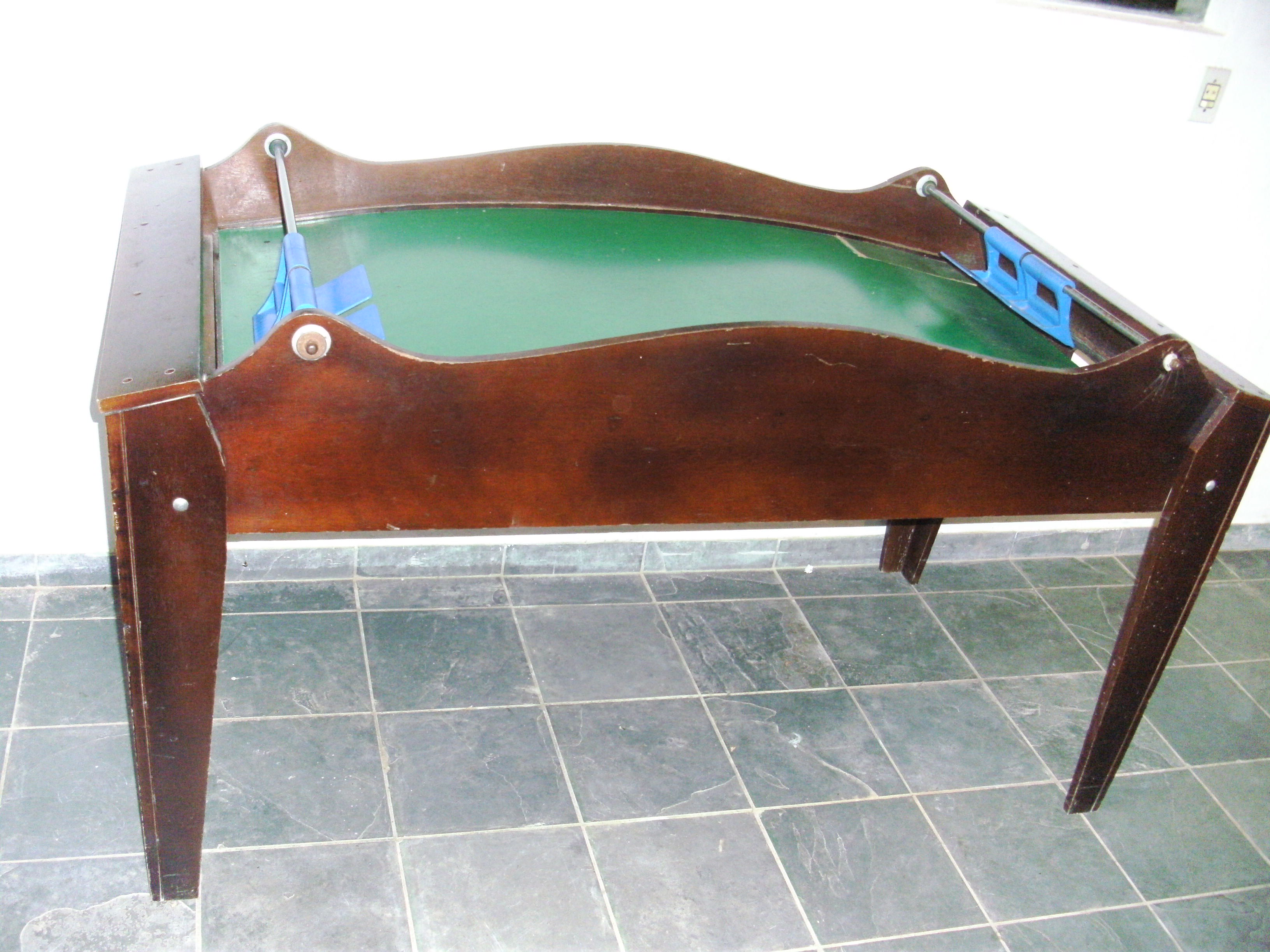
Uma mesa de tamancobol

Tamancobol é um jogo de mesa para duas pessoas que consiste em uma superfície convexa, terminada em dois gols, localizados nos extremos da mesa. Em frente a cada gol há um trilho pelo qual percorrem duas abas, que devem ser usadas para atirar a bola visando atingir o gol do adversário, que fica sempre no extremo oposto da mesa. A mesma aba deve ser usada pelo jogador para defender o seu gol da bola atirada pelo adversário.

## Etimologia
O nome Tamancobol é uma junção dos nomes tamanco, devido o formato das abas semelhante a um tamanco e a palavra bol, do inglês Ball.

## Origem
Não se tem certeza quem inventou o tamancobol, mas no Brasil, na década de 1960 já existiam alguns locais que ofereciam o jogo, geralmente associado a jogos de mesa como sinuca, futebol de mesa, pebolim e tênis de mesa.

## Dimensões
Uma mesa de tamancobol infantil possui as seguintes dimensões.
- largura 1,15 m.
- comprimento 0,69 m.
- altura de 0,87 m.

## Fabricação
Uma mesa oficial de tamancobol geralmente é fabricado com madeiras nobres, possui acabamento em mogno, imbuia e partes de fórmicas como o campo.
A gaveta de resposição de bola é livre.